# ثورة 1529 في البحرين

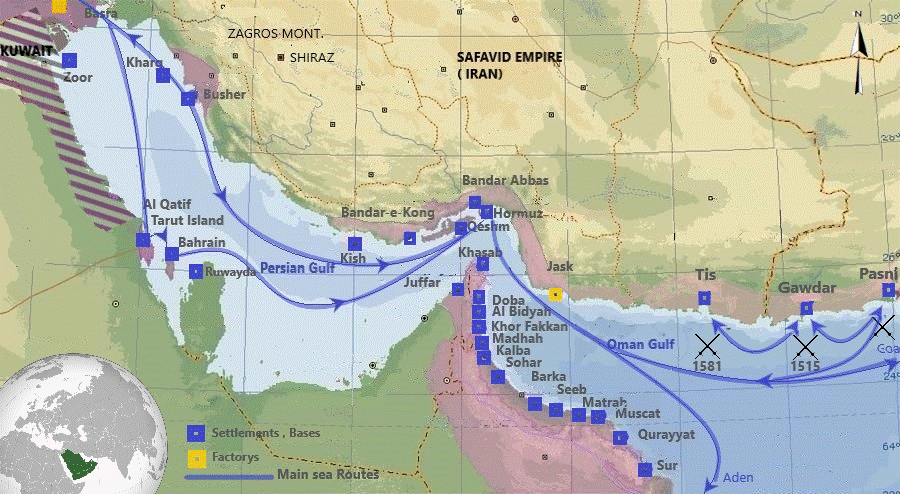
المستعمرات والمراكز البرتغالية في الخليج وبحر العرب.

ثورة 1529 في البحرين هي ثورة اندلعت سنة 1529 في البحرين ضد الحكم البرتغالي. وأسباب الثورة هي غضب الوالي الهرمزي للبحرين بدر الدين الفالي من اعتقال أخيه شرف الدين الفالي وزير الملك أو سلطان هرمز محمدشاه سيف الدين، فرفض دفع الإتاوة المفروضة عليه لهرمز التي ازدادت إلى الضعف. فقرر «نونو داكونها» حاكم البرتغال في الهند إرسال أخيه «سيماو داكونها» على رأس حملة تأديبية لإخماد تلك الثورة وإعادة احتلال قلعة البحرين وأسر الوالي بدر الدين.

## البداية
وفي 1529م زار «نونو داكونها» حاكم الهند البرتغالي هرمز وأمر بالقبض على الوزير شرف الدين الذي يدير الأمور في هرمز باسم ملكها، لأنهم لايثقون به ويتوجسون منه وله إسلوب معادٍ لمصالحهم، وأرسله مسجونا إلى لشبونة لمدة 15 سنة، وعيّن الشيخ راشد المسقطي وزيرًا بدلا منه، وقد تعاون الشيخ راشد مع البرتغاليين إبان ثورة الجمارك، فحفظوها له حتى تمكنوا من عزل الوزير القوي شرف الدين واعطوا الوزارة له. إلا أن اعتقال شرف الدين ونفيه لم يرض شقيقه بدر الدين الذي يحكم البحرين باسم هرمز، فقام بحركة تمرد أدت إلى قيام ثورة حقيقية. وهناك عامل آخر ساعد باندلاع الثورة في جزر البحرين، وهو أن البرتغاليين رفعوا في سنة 1529 الضريبة السنوية التي تدفعها هرمز إليهم إلى 100 ألف أشرفي، وبالتالي زادت الضريبة على البحرين إلى الضعف تقريبًا، مما أدى إلى رفض بدر الدين دفع تلك الضريبة وعصيان الأوامر البرتغالية.

## المعركة
قرر داكونها في محرم 936هـ/سبتمبر 1529 إرسال أخيه «سيماو داكونها» على رأس حملة تأديبية مؤلفة من 5 سفن تقل نحو 500 مقاتل، وتدعمها 6 سفن أخرى مزودة بالمدافع بقيادة ديسوزا الذي كان يقوم بأعمال الدورية قرب الجزر لمنع بدر الدين من جمع المقاتلين من السواحل الأخرى. وكان هدف الحملة هو إخماد الثورة وإعادة احتلال قلعة البحرين وأسر حاكمها بدر الدين الذي جمع حوله 800 مقاتل وتحصن بالقلعة ورفض تسليمها للبرتغاليين. وقد رفع على القلعة علمين، أحدهما أحمر والأخر أبيض، وكأنه يقول للغزاة: الحرب إن أردتم الحرب أو السلم إن أردتم ذلك. وعند وصولهم البحرين، أرسل بدر الدين خطابًا يخبرهم بأنه تحت حماية سلطان هرمز، وأنه لا يرغب بالحرب، وتقدم بعرض صلح مشروط. لكن البرتغاليين لم يستجيبوا له، لئلا يفوتوا على أنفسهم فرصة السلب والنهب.
لما نزل سيماو البر لاحظ أن الحصن منيع جدًا، على عكس ماقيل له بأنه ركام. ومع ذلك فقد نصب المدفعية وشرع في إطلاق النار على مدى 3 أيام متواصلة إلى أن نفذت ذخيرتهم من البارود، ولم يتمكن من اقتحام القلعة رغم تصدع بعض جدرانها. فأرسل البرتغاليون سفينة إلى هرمز لجلب المزيد من الذخيرة، فعادت بعد 14 يومًا. وخلال تلك الفترة سرت الحمى بين الجنود البرتغاليون والهرامزة، ونفد مالديهم من المؤونة وصاروا يستجدون الطعام من السكان العرب الذين لم يبخلوا عليهم. واستشرى المرض بين الجنود وضباطهم، لدرجة أنه انعدم من يقوى منهم على سحب المدفعية إلى المراكب. ومن مجموع 450 أو 500 محارب ذهبوا إلى المعركة، لم يبق على قيد الحياة من الجنود القادرين على القتال سوى 35 جنديًا برتغاليًا.
عندئذ قرر الغزاة الانسحاب والتراجع إلى هرمز، فجرى سحب المرضى إلى سيف البحر بالحبال التي وضعت في أرجلهم ثم نقلوا إلى القوارب بمساعدة الملاحين العرب، وفي طريق العودة ازدادت حالتهم سوءا، فمات أكثرهم بمن فيهم «سيماو داكونها» قائد الحملة. وهكذا انتهت حملة البرتغاليين ضد ثورة البحرين إلى كارثة

## مابعد المعركة
أما ما بعد انتهاء المعركة فهناك عدة روايات، أهمها: أن الريس بدر الدين قد غادر البحرين بعد تلك الأحداث إلى فارس مع عائلته، متعهدًا بعدم التدخل في شؤون البحرين. ولم تسجل المصادر تعيين هرمز أي خلف له في البحرين بعد ذلك. والرواية الثانية أن البرتغاليين عادوا من جديد لفرض سيطرتهم على البحرين بفضل الإمدادات التي وصلتهم من الهند. وخلعوا حاكم البحرين من أسرة الجبور، وولوا بدلا عنه حاكمًا فارسيا سنيًا. وكان هذا الحاكم هو «جلال الدين مراد محمود شاه» الذي حكمها حتى سنة 1577م.